# 谈践
谈践（1965年3月—），中华人民共和国外交官，曾任中华人民共和国驻埃塞俄比亚联邦民主共和国特命全权大使，现任中华人民共和国驻荷兰王国特命全权大使。

## 生平
1982年，毕业于南京外国语学校。1987年，进入中华人民共和国外交部工作，先后在外交部国际司、驻印度尼西亚大使馆任职。2001年，任常驻联合国日内瓦办事处和瑞士其他国际组织代表团参赞。2007年，任联合国负责经济社会事务副秘书长特别助理。2011年，兼任中国亚太经合组织高官。2012年，任外交部国际经济司参赞，后升任副司长。2017年12月，出任中华人民共和国驻埃塞俄比亚大使。2020年12月，出任中华人民共和国驻荷兰大使兼常驻禁止化学武器组织代表。

## 家庭
已婚，有一子。